# Pokémon Duel
Pokémon Duel fue un videojuego para móviles desarrollado por Heroz y publicado por The Pokémon Company. Inicialmente fue lanzado para dispositivos Android e iOS en Japón bajo el título Pokémon Comaster en abril de 2016. Su salida estaba programada para todo el mundo pero finalmente no se lanzó en más regiones. El 26 de julio de 2019, The Pokémon Company anunció que cerraría los servidores el 31 de octubre de 2019.

## Jugabilidad
Es un juego de 1 contra 1 en línea. Cada jugador posee 6 figuras de Pokémon a su elección (siempre y cuando le hayan salido en las cajas anteriormente). Hay un tablero con 24 casillas de movimiento, 4 casillas de salida (2 por jugador), y 2 casillas de meta (1 por jugador) El objetivo principal del juego es llegar a la casilla de meta del jugador rival, poniendo una de tus figuras en esta casilla. Para llegar a la base rival deberás enfrentarte a las figuras del rival siempre y cuando estéis uno enfrente del otro, en este caso cada uno de los jugadores lanzará una ruleta que depende de la figura teniendo cada una ruleta personalizada. Tras lanzar la ruleta el jugador que más poder haya tenido en su ataque derrotará al rival y lo lanzará a la casilla de inicio.

## Desarrollo
En abril de 2016 se lanzó el juego en Japón con el título de Pokémon Comaster. Tras recibir una gran acogida en el país nipón, Heroz decidió lanzarlo en otros países a cuentagotas, empezando por Estados Unidos, renombrando el juego al conocido Pokémon Duel, tras este lanzamiento aún se lanzó en otros países, no teniendo la misma acogida, Aunque llegó a 40 millones de descargas los jugadores al poco tiempo se desinstalaban el juego, haciendo que el juego nunca llegara a ser muy popular. En octubre de 2019 cierra sus servidores oficialmente,actualmente los jugadores pueden visualizar sus figuras que hayan conseguido pero no pueden jugar con ellas.